# 1943 في إسبانيا
فيما يلي قوائم الأحداث التي وقعت خلال عام 1943 في إسبانيا.

## سياسة

### تعيين في المنصب
- 1 يناير – لويس كاريرو بلانكو عضو المحاكم الفرانكوية  [لغات أخرى]‏.
- 16 مارس – ألفارو دي فيجويرا وتورس عضو المحاكم الفرانكوية  [لغات أخرى]‏.

### انتهاء فترة المنصب
- 13 سبتمبر – فرنسيسكو فيدال archbishop of Tarragona  [لغات أخرى]‏.

## مواليد

### يناير
- 1 يناير – خوستو خورخي بادرون كاتب إسباني.
- 1 يناير – فالنتين فوستار كارويا
- 11 يناير – إدواردو مندوثا كاتب إسباني.
- 24 يناير – مانويل فيلاسكيز لاعب كرة قدم إسباني.

### فبراير
- 14 فبراير – محمد زيان سياسي مغربي.

### مارس
- 1 مارس – خوسيه أنغل إريبار لاعب كرة قدم إسباني.
- 16 مارس – ماروخا توريس مؤلفة إسبانية.

### أبريل
- 23 أبريل – إيناكي سايز

### مايو
- 9 مايو – سانتياغو هيريرو متسابق دراجات نارية إسباني.

### أغسطس
- 9 أغسطس – لورينزو سانز لاعب كرة قدم إسباني.

### سبتمبر
- 23 سبتمبر – خوليو إجلسياس لاعب كرة قدم إسباني.

### أكتوبر
- 6 أكتوبر – لويس ألبرتو لاعب كرة قدم أرجنتيني.
- 19 أكتوبر – دولورس لاماركا أمينة مكتبة إسبانية.

### ديسمبر
- 8 ديسمبر – رامون غروسو
- 27 ديسمبر – خوان مانويل صيراط مغني إسباني.

## وفيات

### يونيو
- 9 يونيو – فرانسيسكو رودريجو مارين (مواليد 1855)
- 22 يونيو – إلوازا ديربيل (مواليد 1847) ملحنة أرجنتينية.

### سبتمبر
- 13 سبتمبر – فرنسيسكو فيدال (مواليد 1868)